# 三池純正
三池 純正（みいけ よしまさ、1951年 - ）は、日本の郷土史家、作家。

## 来歴
福岡県生まれ。工学院大学工学部卒業。城郭研究家中田正光に師事。論文「海津城について」で第19回歴史読本郷土史研究賞奨励賞を受賞。

## 著書
- 『真説・川中島合戦 封印された戦国最大の白兵戦』洋泉社・新書y　2003
- 『真説・智謀の一族真田三代』洋泉社・新書y　2006
- 『敗者から見た関ヶ原合戦』洋泉社・新書y　2007
- 『義に生きたもう一人の武将石田三成』宮帯出版社　2009
- 『真田信繁 「日本一の兵」幸村の意地と叛骨』宮帯出版社　2009
- 『守りの名将・上杉景勝の戦歴』洋泉社・新書y 2009
- 『モンゴル襲来と神国日本 「神風伝説」誕生の謎を解く』洋泉社・歴史新書y　2010
- 『「平家物語」の舞台を歩く 真説・平清盛』潮出版社　2011
- 『のぼうの姫　秀吉の妻となった成田甲斐姫の実像』宮帯出版社、2012
- 『九州戦国史と立花宗茂』洋泉社､2013年

共著
- 『北の関ケ原合戦 北関東・東北地方で戦われた「天下分け目」の前哨戦 戦国フィールドワーク』中田正光共著　洋泉社　2011